# Vani
Pour les articles homonymes, voir Vani (homonymie).
Pour les articles ayant des titres homophones, voir Vanni et Vany.
Ne doit pas être confondu avec Monastère de Vani.
Vani (géorgien :ვანი), est une ville de Géorgie qui se situe en Iméréthie. Connue principalement pour ses sites antiques, son inscription est proposée au patrimoine mondial de l'UNESCO depuis le 24 octobre 2007.

## Histoire
Des fouilles archéologiques, réalisées depuis environ 1947, ont révélé des vestiges témoignant de la puissance de la Colchide. En effet, c'était une des villes importantes de la Colchide, qui a s'est développée au IIIe siècle av. J.-C. Une partie du trésor est visible au Musée archéologique de Vani.

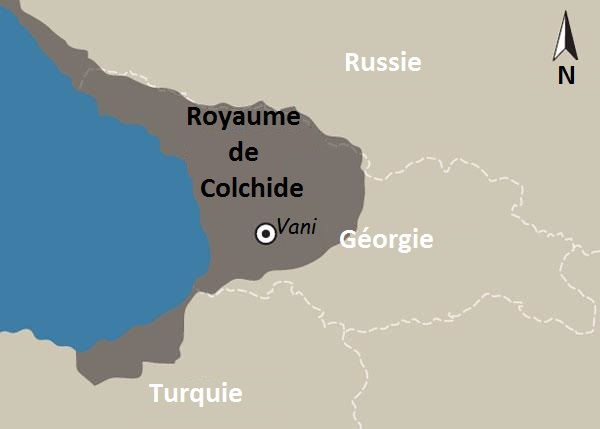
Vani en Colchide

## Jumelage
- Fallon (Nevada) (États-Unis)
- Ashkelon (Israël) : depuis 1990
- Prosser (Washington) (États-Unis) : depuis 2010
- Amvrossiivka (Ukraine) : depuis 2011